# Thames Television
A Thames Television foi um franchise de uma região da um titular de franquia para uma região da rede de televisão britânica ITV que servia Londres, e área circundante, durante os fins-de-semana, entre 30 de julho de 1968 e a noite de 31 de dezembro de 1992.
Formada como uma empresa conjunta, fundiu os interesses televisivos da British Electric Traction (negociando como Associated-Rediffusion) com 49%, e a Associated British Picture Corporation - em breve controlada EMI - detentora de 51%. Era uma emissora e uma produtora de programas de televisão, fazendo séries tanto para a região local que cobria, como para redes a nível nacional nas regiões da ITV. O British Film Institute descreve a Thames como tendo "servido a capital e a rede com uma longa série de programas abrangentes e extensos, vários dos quais continuam ou são recordados actualmente". A Thames cobria um amplo espectro de serviço público comercial de televisão, com uma forte mistura de drama, assuntos actuais e comédia.
Depois de a Thames ter sido adquirida pela FremantleMedia, foi fundida com outra empresa da Fremantle, Talkback Productions, para formar uma nova produtora independente, a Talkback Thames; consequentemente, a Thames deixou de existir como uma entidade separada. No entanto, a 1 de Janeiro de 2012, a marca Thames foi revivida e a Talkback Thames foi dividida em quatro rótulos diferentes; Boundless, Retort, Talkback e Thames no novo ramo de produção da FremantleMedia UK.